# 119 TCN
Năm 119 TCN là một năm trong lịch Julius. 